# Пас (футбол)
Пас — націлена передача м'яча від одного гравця однієї команди іншому гравцеві тієї ж команди.

## Типи паса
- Звичайний — проста передача шляхом перекочування м'яча полем від одного гравця до іншого.
- Навіс — передача м'яча шляхом підкидання м'яча в повітря і доставка його до гравця своєї команди.
- Пас на хід (у розріз) — доставка м'яча у вільну зону (часто між гравцями іншої команди), звідки потім його підхоплює гравець своєї команди, який набігає.

## Техніка паса
Загальноприйнята техніка паса — це пас внутрішньою стороною стопи, так званою «щічкою». Однак у нинішньому футболі багато гравців також здійснюють пас п'ятою або зовнішньою стороною стопи. Інші техніки передачі м'яча головою, коліном, спиною або плечем не є пасом, тому що формально такі передачі не вважаються націленими. Такі техніки можуть програвати традиційній в точності, однак з боку виглядають красивіше, тому необхідність у таких передачах, щоб зберегти м'яч або вивести на ударну позицію напарника, часто плутають із бажанням похизуватися перед уболівальниками. Також, після формально не націленої передачі м'яча від гравця однієї команди своєму воротареві, воротар має право забрати м'яч у руки, на відміну від ситуації, коли був зроблений націлений пас (передача м'яча будь-якою частиною стопи).
Зазвичай найчастіше пас використовують півзахисники (так звані плеймейкери), чиє основне завдання — видавати на нападників гольові паси.